# Casein-Soja-Pepton-Agar

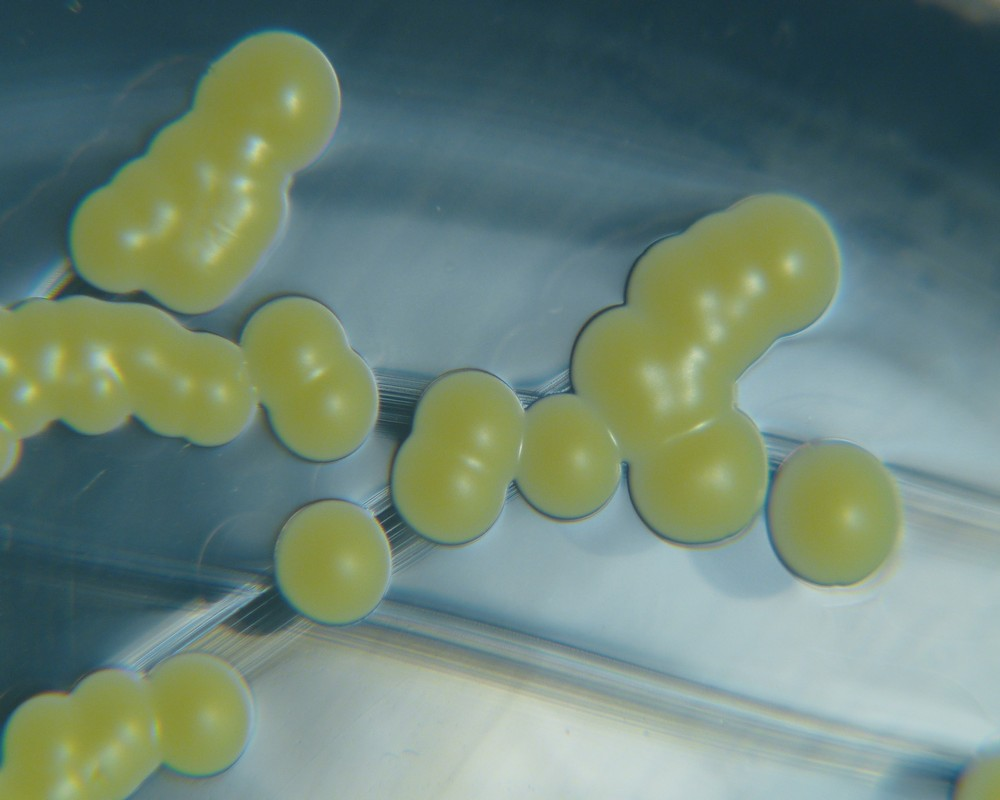
Kolonien von Micrococcus luteus auf CASO-Agar.

Das Casein-Soja-Pepton-Agar ist ein Nährmedium zur Kultivierung von Mikroorganismen.
Das Casein-Soja-Pepton-Agar oder auch Casein-Sojamehl-Pepton-Agar findet sich in der Literatur als CASO abgekürzt. Auch die Variante als flüssiges Nährmedium (ohne Zusatz eines Geliermittels), beispielsweise die Casein-Soja-Pepton-Bouillon wird mit CASO abgekürzt. Das Nährmedium wird in der englischen Literatur als Tryptic Soy Agar (TSA) oder Soybean Casein Digest Agar (CSA) bezeichnet, in der deutschen Literatur findet sich dafür meist Trypton-Soja-Agar. Das Medium besteht im Wesentlichen aus Casein-Pepton und Sojamehlpepton. Die Proteine werden mit Trypsin abgebaut, die auf diese Weise erhaltenen Peptone werden dann auch als Tryptone bezeichnet. 
Es wachsen eine große Zahl von anspruchsvollen Bakterien in bzw. auf diesem Medium. Daher ist es ein Standardmedium zum Erkennen von Bakterien, wird aber auch zum Nachweis von Schimmelpilzen und Hefen eingesetzt. Die Kultivierung der Mikroorganismen kann sowohl unter aeroben wie unter anaeroben Bedingungen erfolgen. Typische Anwendungsgebiete sind (Ab-)Wasseruntersuchung und Kosmetika. In einigen Mischungen ist Cycloheximid zur Hemmung von Hefen beigesetzt.
Das Medium ist sowohl im Europäischen als auch im Amerikanischen Arzneibuch standardisiert.